# Tivadar Puskás
Tivadar Puskás (ur. 17 września 1844 w Peszcie, zm. 16 marca 1893 w Budapeszcie) – węgierski fizyk i wynalazca. 

## Życiorys
Po ukończeniu studiów w Wiedniu na Uniwersytecie Technicznym odwiedził wiele europejskich i amerykańskich miast. W Ameryce poznał Thomasa Edisona i pracował dwa lata wraz z nim w Edison's Lab. Jednym z jego wynalazków była centrala telefoniczna, którą zbudował w 1878 w Bostonie. Następnie udał się do Europy, gdzie w 1879 zbudował pierwsze w Europie centrale telefoniczne w Paryżu i Budapeszcie. Zmarł w wieku 49 lat w Budapeszcie.